# 普拉瑟潘

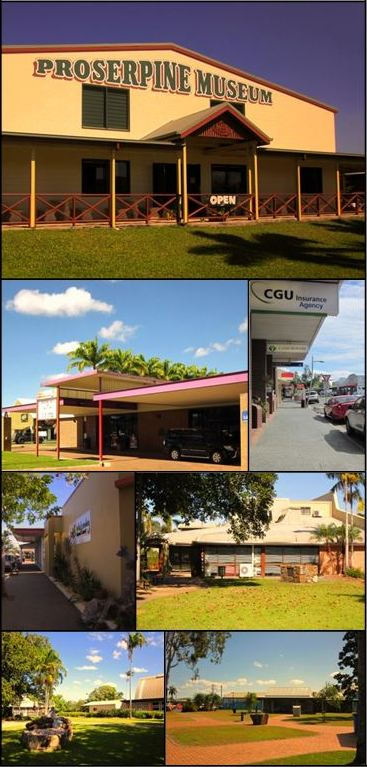
普拉瑟潘的街景圖

普拉瑟潘（Proserpine）是位於澳大利亞昆士蘭州威桑迪區的一個城鎮，建城於1890年代。據2011年人口普查，普拉瑟潘有人口3390人。2007年，普拉瑟潘獲得了昆士蘭旅遊局頒發的最友好城市獎。